# Karl Hirn
Karl Engelbrecht Hirn, född 21 maj 1872 i Jyväskylä, död där 16 april 1907, var en finländsk skolman och botaniker. 
Hirn var 1ärare i naturalhistoria vid Jyväskylä lyceum från 1899 och blev filosofie doktor 1901. Han var en av sin samtids främsta kännare av sötvattensalger. Hans undersökning Monographie und Iconographie der Oedogoniaceen (1900) prisbelöntes av Franska akademin.